# Shen Zhou
Ne doit pas être confondu avec Zhou Chen.
Shen Zhou ou Chen Tcheou ou Shēn Chou, surnom : Qinan, noms de pinceau : Shitian, Baishi Weng et Yutian Sheng. Né en 1427, originaire de Suzhou province du Jiangsu, mort en 1509.  Peintre lettré de la dynastie des Ming  célèbre pour ses paysages, ses peintures d'animaux et de fleurs qui reprennent le style de grands artistes Yuan et Song en les transposant dans des créations libres.
Le principal fondateur de la célèbre école de Wu (ancienne appellation de Suzhou), il est aussi considéré comme l'un des « Quatre Grands Artistes de Wu » pour ces nombreuses qualités humaines et artistiques.

## Biographie

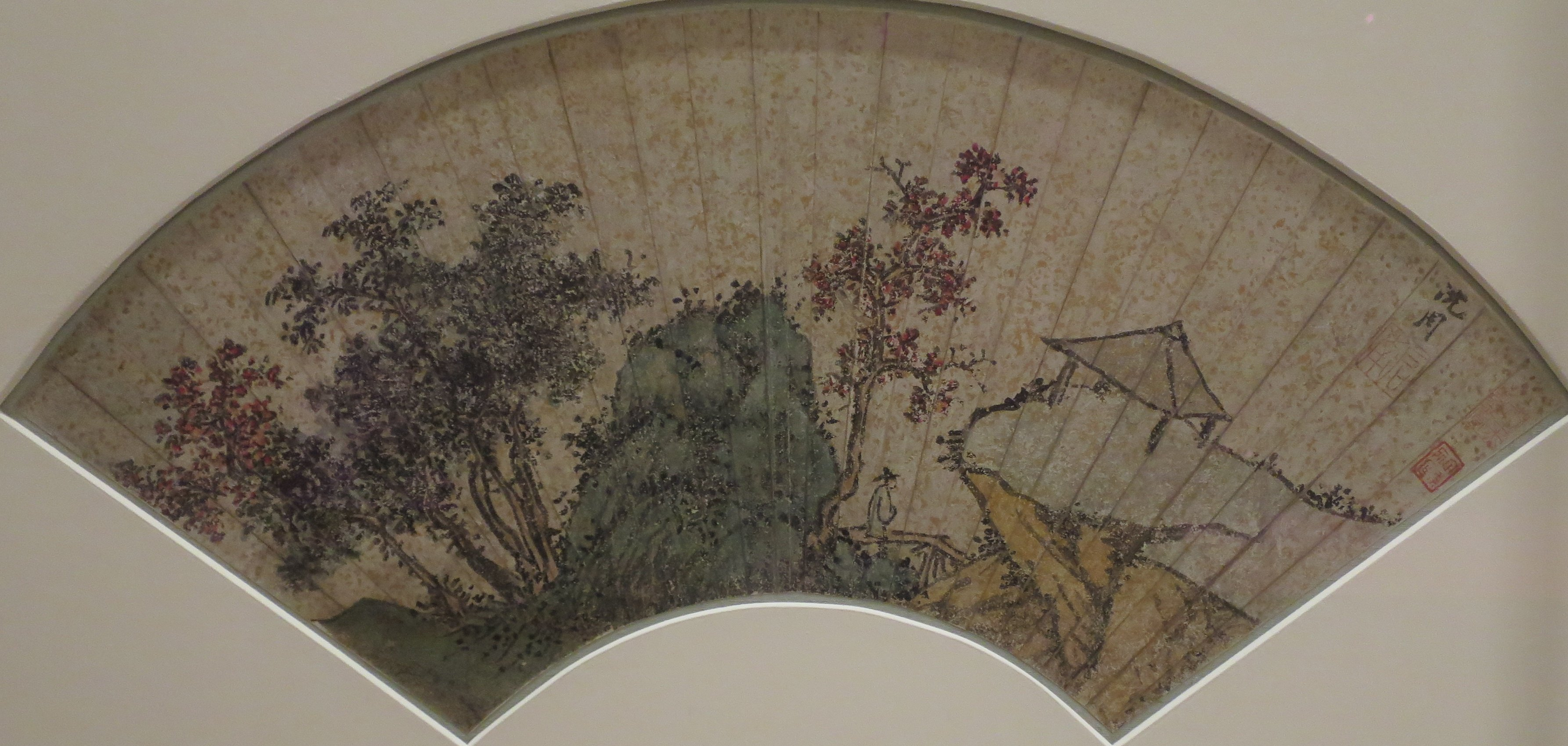
Paysage d'automne. Shen Zhou. Peinture sur éventail. Honolulu Museum of Art, Hawaï

Shen Zhou nait dans une famille illustre de Suzhou. Issu d'une lignée de lettrés, du côté de son père comme du côté de sa mère, il reçoit une bonne éducation. Ses professeurs, Chen Kuan, Liu Jue et Zhao Tonglu, sont tous d'illustres lettrés et très versés dans la peinture. Sa famille étant aisée, il peut jouir de ses revenus. L'origine de cette prospérité remonte à son grand-père, poète et peintre amateur, mais aussi un ami de Wang Meng, le célèbre peintre lettré de la dynastie Yuan. Le grand-père, le père et l'oncle ont vécu en tant que peintres retirés, à l'écart de la vie mondaine. Ils pratiquaient les arts dans un studio de bambou. Le monde cultivé dans lequel Shen Zhou a toujours baigné lui a permis d'être en contact avec toute l'élite intellectuelle de Suzhou, à ce moment centre de la culture chinoise. Alors qu'il aurait pu accéder à un poste gouvernemental grâce à des recommandations émises par des fonctionnaires locaux, Shen Zhou décline l'offre afin de s'occuper de sa mère veuve. Ce bon argument lui permet de se tenir à l'écart des affaires, comme ses ancêtres. Il peut dès lors se consacrer au voyage, écrire et peindre : s'accomplir. À sa mort il reste dans les mémoires tant pour ses qualités de gentilhomme lettré, en raison de sa piété filiale, sa simplicité et sa générosité que pour ses qualités de peintre et sa touche « ferme, franche et sereine ».
Shen Zhou jouit d'un prestige considérable dans sa région d'origine : Suzhou. Il est même connu à la capitale. À commencer par ses professeurs son père et son oncle, Shen Zhou est donc influencé par des peintres lettrés, et au-delà de son cercle familial par les Quatre Grands Maîtres de la peinture de paysage Yuan : Huang Gongwang, Ni Zan, Wang Meng et Wu Zhen. Avant la quarantaine, il se livre à une étude détaillée de ces quatre maîtres, et imite leur travail au pinceau jusqu'à s'y sentir à l'aise. Il est le premier à reprendre leur travail du pinceau et leur modelé des formes. Son style emprunte aussi à ceux de Mi Fu et son fils Mi Youren, de Dong Yuan et Juran. De quarante à soixante ans, Shen Zhou continue à s'inspirer des peintres des générations précédentes, tout en transformant leurs procédés techniques à l'intérieur de son propre style sous forme de transpositions libres et personnelles. Il développe alors, autour de la cinquantaine, un style fait de traits rapides et de compositions simples. Le rouleau vertical, Une promenade avec le bâton, dans le style de Ni Zan, en est un bon exemple. Le peintre introduit dans ce thème monumental un dynamisme puissant grâce à la tension de lignes sinueuses structurées dans une composition pyramidale.
À côté de ces paysages Shen Zhou est aussi un peintre de fleurs et d'oiseaux. Dans ce cas, il préfère isoler ses sujets plutôt que les grouper. Il utilise des couleurs claires plutôt que des couleurs opaques. Quant aux lignes de contour des fleurs et des oiseaux, il en utilise parfois mais pas systématiquement .

## Shen Zhou et l'école de Wu (Suzhou)
Vers les derniers temps de la dynastie Yuan (1279-1368) plusieurs grands artistes lettrés séjournent à Suzhou dont Ni Zan et Wang Meng. Le moine Zhu Derun vit durant trente ans dans cette ville dont il est originaire. Malheureusement Suzhou et sa région restent quelque temps comme une dernière poche de résistance sous les premiers empereurs Ming, Hongwu (1328-1398) et son fils Yongle (1402-1424). À la fin de la guerre, le pouvoir exerce alors de violentes représailles, et de nombreux administrateurs locaux, lettrés et artistes célèbres par ailleurs, sont exécutés ou pourchassés. La ville peut retrouver une certaine aisance dans le second quart du XVe siècle, lorsqu'elle ne représente plus une menace pour l'empereur. De nouveaux artistes lettrés émergent à cette époque à Suzhou et posent les premiers fondements de cette école de Wu, Wu étant l'ancienne dénomination pour Suzhou. Ils sont encore à même de transmettre à la jeune génération, à laquelle appartient Shen Zhou avec Wen Zhengming, l'ancienne tradition des peintres Yuan à Suzhou. On peut considérer que Shen Zhou est le véritable fondateur de l'école de Wu, Wen Zengming étant son élève. Le succès de cette école est tel que le milieu des lettrés en vient à s'intéresser de moins en moins la peinture de la cour des Ming.  
Sous l'empereur Ming Xuanzong (1399-1435), lui-même poète actif et talentueux, les peintres de paysage, d'oiseaux et de fleurs, la poésie et la calligraphie connaissent un âge d'or, sous le haut patronage de la cour. C'est donc vers le milieu de la dynastie Ming, avec l'émergence de peintres lettrés tels que Shen Zhou et Wen Zhengming (1470-1559), que cette « École de Wu » commence à prospérer. À cette époque la peinture professionnelle connait un bel essor, en particulier à la Cour, tandis que peu à peu le pouvoir va s'affaiblissant. Zhou Chen (1450- v. 1535), peintre professionnel créatif, enseigne ce type de peinture à Tang Yin et Qiu Ying. Ces derniers, dont la valeur est reconnue, forment avec Shen Zhou et Wen Zhengming les « Quatre Grands Artistes de Wu ». Shen Zhou dans la combinaison poésie-calligraphie-peinture demeure au cours du siècle suivant une sorte de guide pour de nombreux artistes tels que Qi Zhaijia.

## Les styles du peintre

Maisons dans les monts Fuchun, seconde partie de l'original de Huang Gongwang (1269-1354), 1347-. Rouleau horizontal, encre sur papier : H 33 × L totale 640 cm. Musée national du palais, Taipei

Maisons dans les monts Fuchun, réinterprétation de la peinture de Huang Gongwang par Shen Zhou, 1487. Rouleau horizontal, encre sur papier, 36,8 × 885 cm. Musée du palais, Pékin

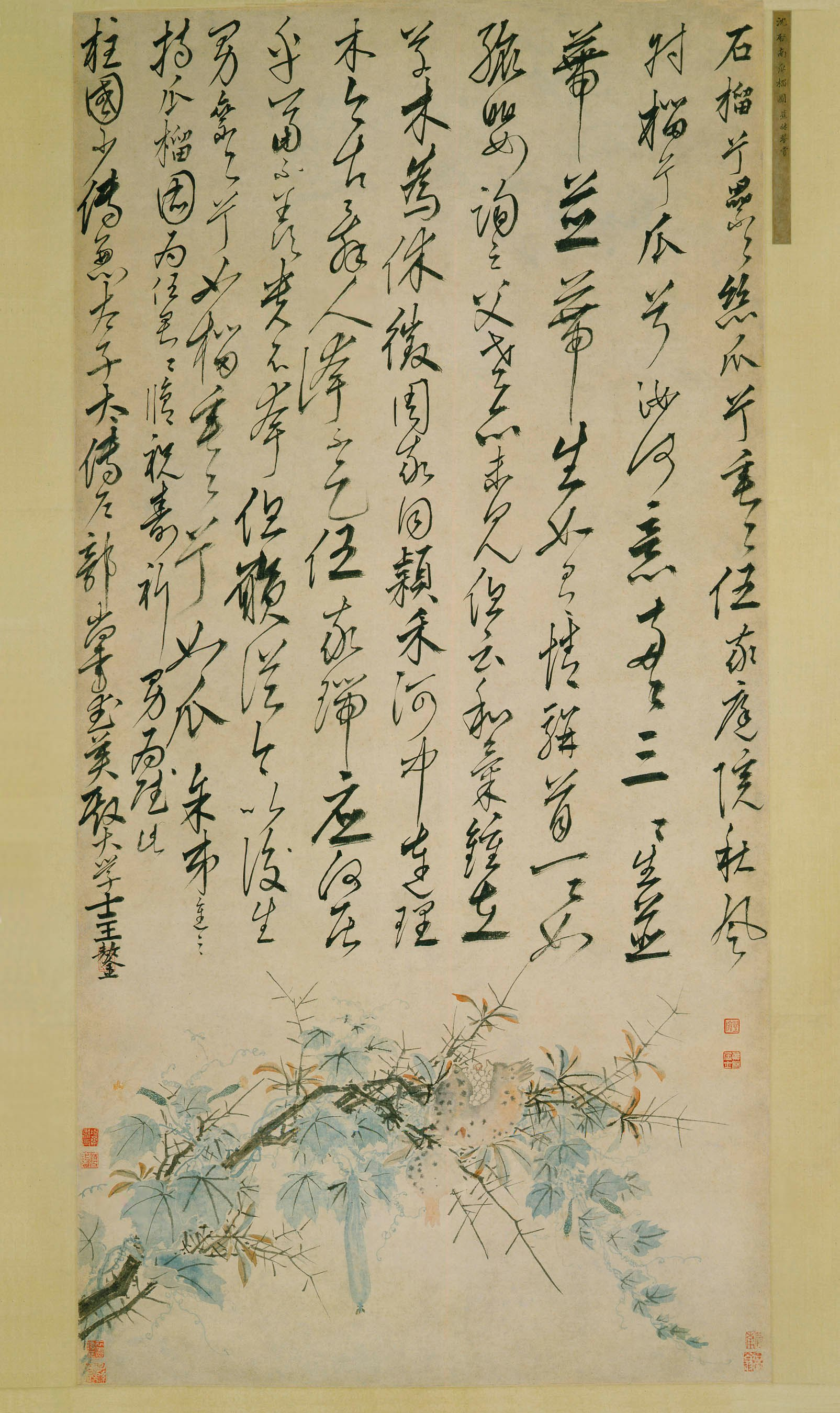
Ode à la grenade et à la vigne vierge, Shen Zhou (peinture) et Wang Ao (poésie), 1506-09, feuille d'album, encre et couleurs, papier. Detroit Institute of Arts.

On attribue, peut-être à tort, plus de trois cents peintures à Shen Zhou. Dans cet ensemble considérable on peut distinguer trois moments.
- Les peintures d'avant 1471[N 3], sont généralement de petite taille, riches de détails et d'une touche délicate. Il emploie cependant déjà certains effets qu'il conservera ensuite : les petites taches qui ponctuent la végétation et relient proche et lointain, les traits horizontaux et verticaux qui permettent d'assurer une solide assise aux montagnes. Il semble préférer le papier à la soie, car si la soie nécessite de travailler avec une encre dense sur ce support qui "refuse", le papier offre toute possibilité de jouer avec les valeurs claires et l'eau[12].

Dans un rouleau vertical de grand format daté 1467, La grandeur du mont Lu, il se réfère à la manière de Wang Meng pour rendre un vibrant hommage à son vieux maître et ami Chen Kuan, à l'occasion du soixante-dixième anniversaire de celui-ci. Dans cette réinterprétation du style de Wang Meng, le peintre donne au paysage l'aspect d'un infini, grandiose et toujours en mouvement jusque dans les montagnes. Cette accumulation infinie est à l'opposé des grands effets de pinceau des peintres de la Cour, peintres professionnels de l'école du Zhejiang. Avec le choix d'une composition plus claire, moins tourmentée que celles de Wang Meng, le rouleau de Shen Zhou donne aussi une meilleure idée de la profondeur de l'espace et de son aspect monumental. Il s'attache aussi au rendu de la nature à l'automne par ses couleurs .
- Dans les années 1470 à 1490 il utilise des formats plus grands, travaille d'un pinceau plus libre, plus vif. Il prouve sa parfaite maîtrise de l'encre dans la composition et l'usage de la gamme des valeurs tonales pour évoquer un monde issu d'une introspection subtile.

Comme il vit dans la région du Jiangnan, il s'attache à représenter les scènes de la vie quotidienne dans des albums. Les feuillets en sont riches de ces moments d'intimité, où l'essentiel est là dans sa fluidité. Si l'on peut parfois penser à Wu Zhen, comme dans l'album de la Nelson Gallery of Art de Kansas City, le réel semble saisi avec plus d'humanité, la joie dans la contemplation paisible du paysage depuis son lieu de retraite au milieu des bambous y est plus manifeste, et l'encre plus accentuée pour évoquer l'espace et les effets atmosphériques.
Lorsqu'il travaille sur de plus grands formats il conserve ces effets dans le rendu de l'atmosphère, comme dans la Célébration de la fête de la mi-automne (vers 1486). La peinture est ici centrée sur le disque de la lune et ce sont de subtiles valeurs de gris qui en révèlent la lueur dans l'atmosphère. Tandis que les formes tangibles sont rehaussées de nuances colorées transparentes. L'architecture, les textures, les contours étant tracés par des lignes d'une encre dense et sombre, mais fondues dans l'humide avec une telle subtilité que ce procédé restera inimitable pour ceux qui se sont ensuite inspiré du style de Shen Zhou.
- Au cours de ses dernières années, de 1490 à 1509  Shen Zhou donne à ses peintures une tonalité exceptionnellement douce. Ses pensées, ses souvenirs, sa vision spirituelle de la nature sont devenus les moteurs de son œuvre[13].
- S'il a eu une très grande influence sur les peintres qui lui ont succédé, ses imitateurs n'ont pas su capter sa franchise et son énergie. Ils se sont complu à des raffinements et à des jeux de références croisées qui tournent souvent à l'éclectisme. De véritables novateurs vont cependant donner un nouveau souffle à l'esprit de Shen Zhou : ce sont Wen Zhengming (1470-1559) et Tang Yin (1770-1523). Tandis que tous les autres, dont les individualistes, abandonneront sa vision sereine du paysage comme image du cosmos[14].

## Shen Zhou et l'école poétique de Suzhou
Au début du xvie siècle la région de Jiangnan devient le centre économique de l'empire. Les marchands, en milieu urbain, jouent un rôle décisif dans cet essor. Suzhou retrouve ainsi le rôle de centre culturel de premier plan qui avait été le sien et qui avait été réduit à néant lors de la fondation de la dynastie Ming. La première génération incarnant ce renouveau est celle de l'« école poétique de Suzhou », dont les représentants les plus éminents sont Shen Zhou, Zhu Yunming, Wen Zhengming et Tang Yin. Évitant autant que faire se peut les postes officiels, certains de ces lettrés gagnent leur vie en vendant peintures, calligraphies et poèmes. L'argent devient ainsi, phénomène nouveau, un sujet poétique. Shen Zhou est par exemple l'auteur d'une série de fu sur l'argent (Yong qian fu). Dans le domaine poétique il a pour volonté de renouveler la poésie lyrique, et fait preuve d'originalité en traitant dans ses poèmes de la vie difficile des petites gens dans les villes.

## Musées
- Berlin

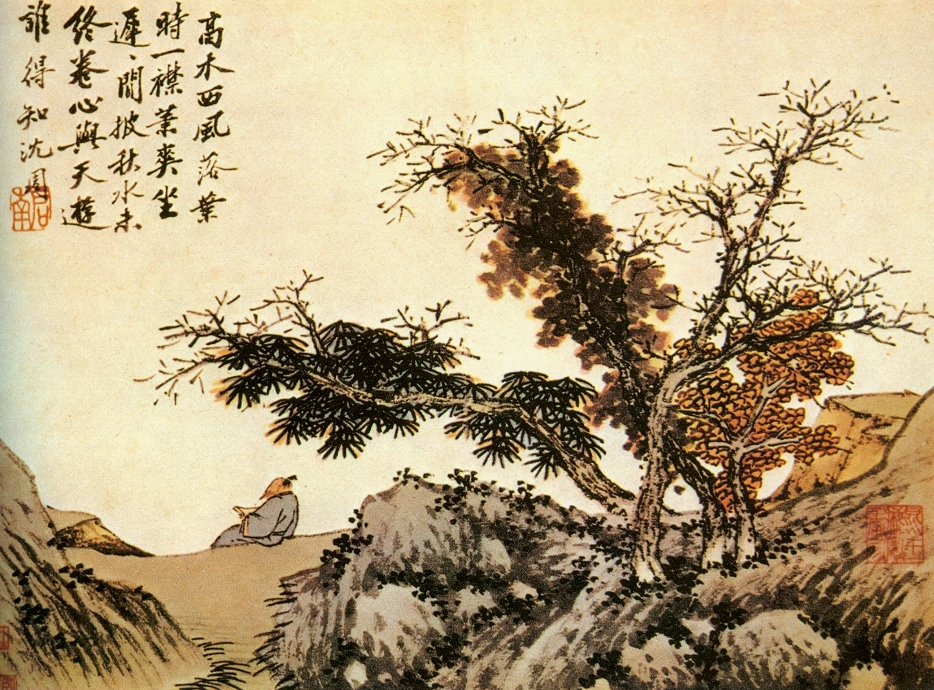
Voyage couché: vent d'ouest dans les cimes, 1487. Feuille d'album, encre sur papier, 36,8 × 85.5 cm. Musée du palais, Pékin

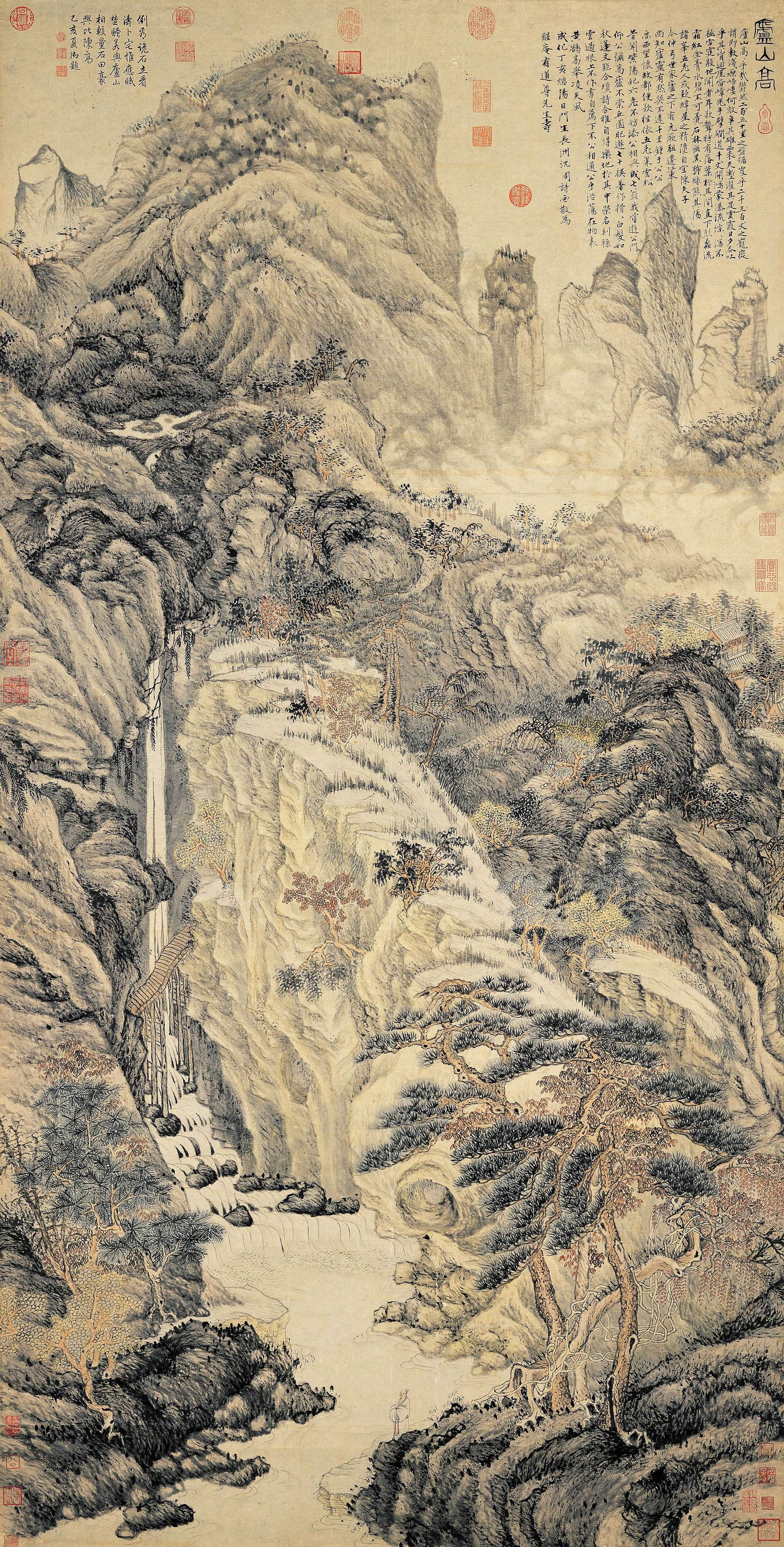
La grandeur du mont Lu, rouleau vertical (dans le style de Wang Meng), encre et couleurs sur soie, 1467, 193,8 × 98.1 cm.Musée national du palais, Taipei

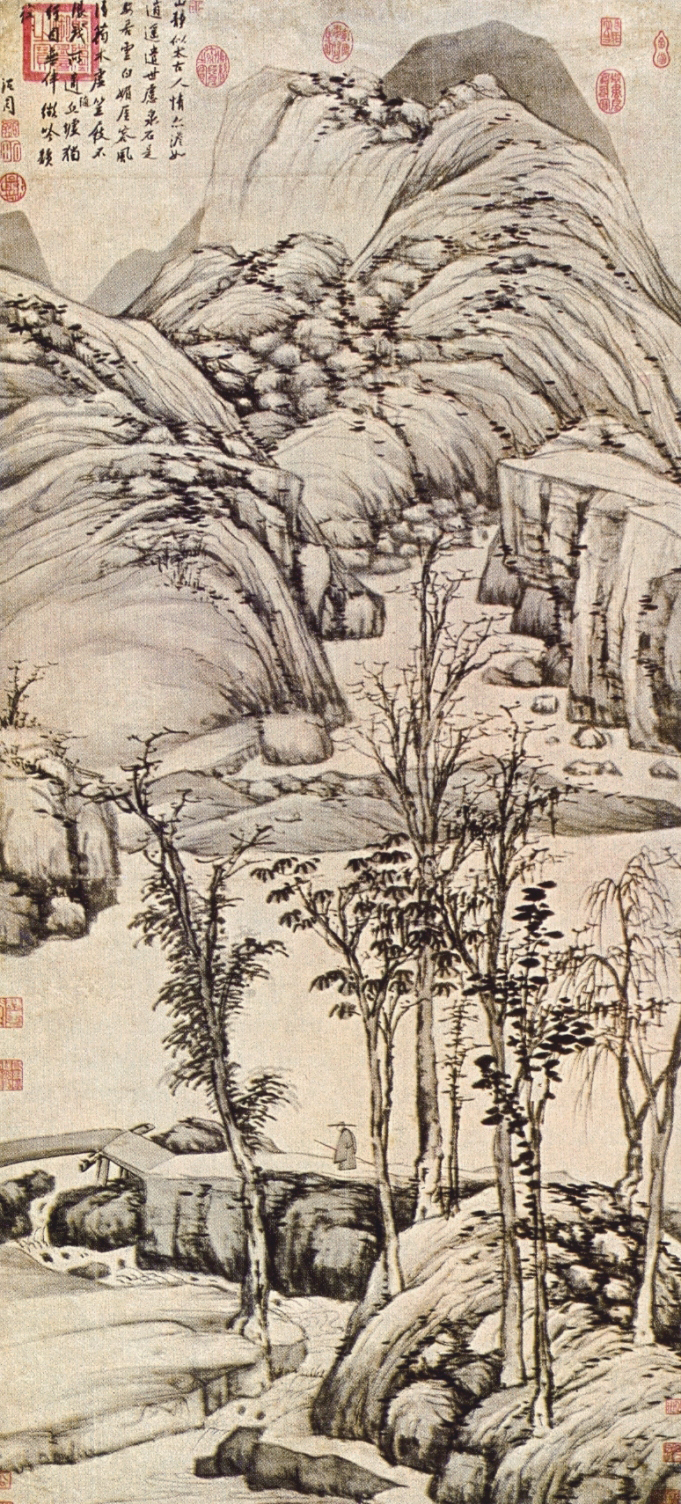
Une promenade avec le bâton, encre sur papier (dans le style de Ni Zan), 159.1 × 72.2 cm, rouleau vertical, inscription de l'artiste.

  - Deux hommes dans un pavillon contemplant la pluie et le vent sur la rivière, rouleau portatif en longueur signé, œuvre d'école.
- Boston (Mus. of Fine Arts):
  - Célébration de la fête de la mi-automne, encre et couleur sur papier, rouleau en longueur, plusieurs inscriptions de l'artiste dont deux poèmes.
  - Album de huit paysages et poèmes, encre et couleurs sur papier, tacheté d'or, huit feuilles signées.
  - Vue du mont Tongguan à l'automne, œuvre datée 1499, encre sur papier, rouleau en longueur, cinq inscriptions.
- Chicago (Art Inst.):
  - Retour du lac de pierre, œuvre datée 1466, rouleau en longueur, poème du peintre.
- Cologne (Mus. für Ostasiatische Kunst):
  - Paysage dans le style de Juran), encre sur papier doré, éventail signé.
- Détroit (Inst.of Art):
  -  Ode à la grenade et à la vigne vierge , rouleau vertical, mural, encre et couleurs légères sur papier, poème de Wang Ao (1450-1514), deux cachets du peintre.
- Honolulu: (Acad. of Art):
  - Oiseau, bambou et banane dans la neige, inscription du peintre.
- Indianapolis (Art Inst.):
  - Catalpa.
- Kansas City (Nelson Gal. of Art):
  - Pêcheur solitaire sur une rivière d'hiver, datée 1484, encre sur papier, rouleau en hauteur, poème du peintre signé, cachet du peintre.
  - Paysages et poèmes, encre et couleur sur papier, cinq feuilles d'album montées en rouleau en longueur et signées, deux colophons dont un de Wen Zhengming.
  - Roses trémières, daté 1475.
  - Adieu à un ami, couleurs légères sur papier, petit rouleau en longueur, poème du peintre.
- Kyōto (Nat. Mus.) :
  - La cueillette des châtaignes d'eau, daté 1466, encre et couleurs sur papier
- Londres (Brittish Mus.):
  - Le hâvre de Tao Yuan, inscription de Wen Zhengming.
- Michigan City (University Mus. of Art):
  - Pins et hibiscus, daté 1489.
- Nankin :
  - Les trois cyprès de Yushan, encre sur papier, rouleau en longueur, attribution.
- New York: Metropolitan Museum of Art:
  - Homme dans une barque, éventail signé.
- Paris Mus. Guimet:
  - Homme dans une barque entre des rives rocheuses, d'après Wu Zhen, poème du peintre et inscription de Dong Qichang.
- Pékin (Mus. du Palais) :
  - Homme dans un bois à l'automne, poème du peintre.
  - Temple dans les montagnes, signé et datée 1500, encre et couleurs, peint pour Yang Yijing
- Shanghai:
  - Paysage, daté 1494, encre et couleurs légères sur papier, d'après Huang Gongwang, rouleau en hauteur, colophon du peintre.
- Stockholm (Nat. Mus.) :
  - Rivière à l'automne, œuvre datée 1500, colophon de Chen Shun.
  - Paysage d'hiver, poèmes du peintre et d'amis à lui, attribution.
  - Deux corbeaux, poème du peintre.
  - Pavillon au bord de l'eau, signé, poème, attribution.
- Taipei (Nat. Palace Mus.):
  - Vu du Mont Lu, œuvre datée 1467, encre et couleurs légères sur papier, rouleau vertical, mural.
  - Promenade avec un bâton, encre sur papier, 159.1 × 72,2 cm, rouleau vertical, inscription de l'artiste.
  - Études de paysages avec figures, dis feuilles d'album avec poèmes dont le dernier est daté 1482.
  - Ermitage de lettré au pied de hautes montagnes, inscription du peintre datée 1492.
  - Fleurs, légumes, oiseaux, poissons et animaux divers, œuvres signées et datées 1494, encre sur papier, album de seize feuilles.
  - Orange et chrysanthèmes, œuvre datée 1502.
  - Un Crabe, poème du peintre signé.
  - Paysage pour Liu Jue.
  - Oiseau sur une branche, poème du peintre signé.
  - Huit vues de Sanwu, feuille d'album, cachets du peintre.
  - Vieux pins.
  - Pavillons bas à l'ombre des arbres feuillus, encre et couleurs légères sur papier, feuille d'album signée.
  - Vue de Suzhou, couleurs sur papier, signé.
  - Magnolia et épidendrons poussant près d'un rocher, inscriptions de Zhu Yunming et Wu Kuan.
  - Changpu hautes herbes poussant près d'une pierre.
  - Pigeon sauvage sur une branche morte, signé, poème du peintre.
  - Chat et âne, deux feuilles d'album avec inscriptions de Qing Qianlong.
- Tōkyō : (Nat. Mus.):
  - Promenade avec une canne, encre sur papier.
- Washington DC (Freer Gallery of Art):
  - Village de pêcheur près de la rivière, encre et couleurs légères sur papier, rouleau en longueur, poème du peintre.
  - Homme assis dans son studio près de la rivière, encre et couleurs légères sur papier, rouleau en longueur dédié à un ami en 1491, trois poèmes de Qianlong et colophon du peintre.
  - Paysage de montagne avec pavillons et ruisseaux, signé et daté 1491, dans le style de Wang Meng.